# Freezer (film)
Freezer è un film del 2014 e diretto da Mikael Salomon.
Il film statunitense, di genere thriller, è interpretato da Dylan McDermott, Julija Snigir' e Peter Facinelli.

## Trama
Rinchiuso in una cella frigorifera da una banda di criminali russi a cui deve del denaro, Robert (Dylan McDermott) si accorge di non essere da solo. Insieme al suo compagno di sventura cercherà di salvarsi la pelle.